# ريتشارد هايندز
ريتشارد هايندز (بالإنجليزية: Richard Hinds)‏ هو لاعب كرة قدم بريطاني، ولد في 22 أغسطس 1980 في شفيلد في المملكة المتحدة. لعب مع سكونثورب يونايتد وشيفيلد وينزداي ولينكولن سيتي أف سي ونادي بوري ونادي ترانمير روفرز لكرة القدم ونادي لاندودنو وهال سيتي ويوفل تاون.

## وصلات خارجية
- ريتشارد هايندز على موقع قاعدة بيانات كرة القدم.إي يو (الإنجليزية)
- ريتشارد هايندز على موقع Soccerbase.com (لاعب) (الإنجليزية)